# シェトランド (テレビドラマ)
『シェトランド』（原題：Shetland）は、イギリスの犯罪ドラマ。 ITVにより製作され、BBC Oneで2013年3月に第1シリーズが放送された。アン・クリーヴスの小説四部作を原作とする。スコットランドの冷涼なシェトランド諸島に暮らす人々は島民のほぼ全員が顔見知りであり、日々を過ごすうちに無意識に嫉妬や怨嗟が募っていく。やがてそれはトリックを伴う殺人事件へ発展し、シェトランド署のジミー・ペレス警部（演：ダグラス・ヘンシュオール）やその部下サンディ・ウィルソン巡査（演：スティーブン・ロバートソン）が捜査する。
日本ではAXNミステリーにて、2015年4月に第1および第2シリーズを纏めてシーズン1とし、週に2話のペースで放送された。その後も放送は続き、2020年5月には同チャンネルでシーズン3とシーズン4が一挙放送された。

## 製作
第1シリーズはアン・クリーヴスの小説『野兎を悼む春』を原作とする二部作からなる。2013年3月10日と11日の夜に放送され、プロデューサーは Sue de Beauvoir が担当した。ITVによると視聴者数は800万人に達した。その後、BBCにより第2シリーズが委託され、2013年に制作、2014年に放送された。第2シリーズはクリーブスの小説『大鴉の啼く冬』『水の葬送』『青雷の光る秋』を原作とする3本の二部作により構成され、プロデューサーはピーター・ギャラガーが担当した。
第3シリーズは2015年4月に撮影が開始され、2016年1月に放送された。第3シリーズは形式が変更されており、全6話のエピソード1つ1つがテレビ用に執筆された物語に一対一で対応している。そのため第3シリーズはクリーブスのどの小説にも基づかない最初のシリーズとなった。また、第3シリーズからはキアラン・ハインズとアナ・チャンセラーがキャストに加わった。
第4シリーズは2016年7月にBBCが報じ、本シリーズもテレビ用の脚本とエピソードが一対一対応した。スティーヴン・ウォルターズとネーヴ・マッキントッシュがキャストに加わり、2018年2月13日から BBC One で放送が開始された。
2018年7月にヘンシュオールは第5シリーズの撮影が残り4か月で終わると明かした。第5シリーズは2019年2月12日に BBC One で放送された。
2020年4月時点では第7シリーズまでの制作が決定している。2021年9月にはBBCにより第6シリーズが同年秋に放送されると発表された。

### 撮影
撮影の間、通常キャストとクルーはグラスゴーを拠点とし、他の場所にスコットランド本土を使用している。撮影はシェトランド諸島の風景や建築物を想起させる場所で行われることが多く、具体的にはレンフルーシャーのキルバーシャンやヘンシュオールの生まれ育ったバーヘッド、エアやアーバインが挙げられる。2019年のインタビューにてヘンシュオールは、彼の演じるペレス警部の家はキルバーシャン、農地の内装はアーバイン、警察署はバーヘッドにあると語っている。
シェットランドやその付近のロケ地には、シェトランド諸島の主要港であるラーウィックや、ラーウィックに近づくノースリンク・フェリー、ラーウィックの南に位置するウェスター・クアフという村などがある。第4シリーズで自然保護区が登場した際にはフェア島でも撮影が行われた。

### キャスト
- ダグラス・ヘンシュオール - ジミー・ペレス警部 役[2]
- スティーブン・ロバートソン - サンディ・ウィルソン巡査 役[2]
- アリソン・オドネル（英語版） - アリソン・トッシュ・マッキントッシュ 役[2]

## エピソードリスト
シーズン1
- 「野兎を悼む春」
- 「大鴉の啼く冬」
- 「澱んだ水」
- 「春雷の光る秋」

シーズン2
- 「汚れた刻印」第1章 - 第3章

シーズン3
- 「過去の啓示」第1章 - 第3章

シーズン4
- 「闇の経路」第1章 - 第3章

## 受賞とノミネート
| 年   | 賞                                  | 部門                                    | 対象                     | 結果       | 出典   |
| ---- | ----------------------------------- | --------------------------------------- | ------------------------ | ---------- | ------ |
| 2013 | RTS Craft & Design Awards           | Best Music - Original Title             | John Lunn                | ノミネート | [ 25 ] |
| 2014 | BAFTA Scotland                      | Best Actor - Television                 | ダグラス・ヘンシュオール | ノミネート | [ 26 ] |
| 2015 | BAFTA Scotland                      | Best Television Drama                   | 『シェトランド』         | ノミネート | [ 27 ] |
| 2016 | British Society of Cinematographers | GBTC Operators Award - Television Drama | Rodrigo Gutierrez        | ノミネート | [ 28 ] |
| 2016 | BAFTA Scotland                      | Best Television Drama                   | 『シェトランド』         | 受賞       | [ 29 ] |
| 2016 | BAFTA Scotland                      | Best Actor - Television                 | ダグラス・ヘンシュオール | 受賞       | [ 30 ] |
| 2016 | BAFTA Scotland                      | Best Directing - Film/Television        | Jan Matthys              | ノミネート | [ 31 ] |
| 2016 | BAFTA Scotland                      | Best Writer - Film/Television           | Gaby Chiappe             | ノミネート | [ 31 ] |